# LAW & ORDER:LA
『LAW & ORDER：LA』（原題: Law & Order: Los Angeles / Law & Order: LA、略称LA）は、アメリカ・NBCで2010年9月から 2011年5月31日まで放送されていたディック・ウルフ制作の刑事・法廷ドラマ。全1シーズン、22話。『LAW & ORDER』のスピンオフ作品の一つである。日本ではスーパー!ドラマTVにて2011年10月6日から2012年3月1日まで放送された他、テレビ東京でも2013年5月16日から6月24日まで月 - 木曜12:30 - 13:25枠（『ランチチャンネル』枠）で放送された。

## 解説
本家『LAW & ORDER』が終了した次のシーズンにあたる2010年9月にスタートした。それまでに制作された『LAW & ORDER』シリーズ4作が全てニューヨークを舞台にしていたのに対し、本作ではロサンゼルスを舞台としている点が異なる。
本作は当初から視聴者数が伸び悩み、第8話が2010年12月1日に放送された後、しばらく放送が休止された。この間にキャストの交代が行われ、主演のスキート・ウールリッチはじめ複数のキャストが降板した。同時に本家でも地方検事補であったコニー・ルビローサ（演：アラナ・デ・ラ・ガーザ）が新たにレギュラー入りしたほか、地方検事補のリカルド・モラレス（演：アルフレッド・モリーナ）が刑事へ転向するなど、配役の変更も行われた。
放送は2011年2月8日に再開される予定であったが、実際にはそれよりも遅い同年4月11日にずれ込んだ。新キャストでのエピソードを先に放送したため、交代前のキャストで制作されたまま未放送となっていたエピソードは後回しにされた。しかしながら、一連のテコ入れにもかかわらず視聴者数が増加することはなく、NBCは2011年5月に本作の打ち切りを決定した。

## 登場人物
レックス・ウィンターズ刑事
演：スキート・ウールリッチ/吹き替え：花輪英司
登場：2010-2011
ロサンゼルス市警察に勤務する刑事。生粋のロサンゼルス市民で、父同様警察に勤め、1992年にはロス暴動を体験した。
3人の子の父であり、子どもがらみの事件には心を痛める。
トマス・"TJ"・ジャルザルスキー刑事
演：コリー・ストール/吹き替え： 松田健一郎
登場：2010-2011
ロサンゼルス市警察に勤務する刑事。父は映画撮影技師で、華やかな映画界に対して冷ややかに見ている。
アーリーン・ゴンザレス警部補
演：レイチェル・ティコティン/吹き替え： 片貝薫
登場：2010-2011
ロサンゼルス市警の警部補であるベテラン。アメリカ軍情報部に勤務経験がある。
リカルド・モラレス地方検事補/刑事
演：アルフレッド・モリーナ /吹き替え：中村浩太郎
登場：2010-2011
ジョナ・デッカー地方検事補
演：テレンス・ハワード/吹き替え： 竹田雅則
登場：2010-2011
ローレン・スタントン地方検事補
演：メーガン・ブーン/吹き替え： 河出侑子
登場：2010-2011
エヴリン・プライス地方検事補
演：レジーナ・ホール/吹き替え：下田レイ
登場：2010-2011
コニー・ルビローサ地方検事補
演：アラナ・デ・ラ・ガーザ /吹き替え：平野夏那子
登場：2011
本家『LAW & ORDER』にも登場していた地方検事補。ロサンゼルスに住んでいる母親の面倒を見るためにニューヨークから引っ越してくる。
ジェリー・ハーディン地方検事
ピーター・コヨーテ
登場：2010-2011

## エピソードリスト
「解説」項にもあるように、本国アメリカにおける放送時はキャスト入れ替え前のエピソードのうち未放送分を最後に放送していた（第18話 - 第22話）。日本での放送順は本国とは異なり、キャスト入れ替え前に制作されたエピソードを全て放送してから入れ替え後のエピソードを放送するように順序が変更されているが、それ以外の部分でも順序の入れ替えが見られる。タイトル（邦題）もスーパー!ドラマTV版とテレビ東京版とそれぞれ異なっている。
話数が斜体になっているエピソードは、入れ替え後のキャスト・配役で制作されたものである。
| 話数 (本国) | 話数 (日本語版) | 邦題 （スーパー!ドラマTV版） | 邦題 （テレビ東京版）  | 原題            | 米国初放送日   | 日本初放送日   |
| ----------- | --------------- | ---------------------------- | ---------------------- | --------------- | -------------- | -------------- |
| 第1話       | 第1話           | ハリウッド                   | ヤングセレブ宅強盗     | Hollywood       | 2010年9月29日  | 2011年10月6日  |
| 第2話       | 第2話           | エコーパーク                 | カルト集団の復讐       | Echo Park       | 2010年10月6日  | 2011年10月13日 |
| 第3話       | 第4話           | ハーバーシティ               | 麻薬サーファー殺人     | Harbor City     | 2010年10月13日 | 2011年10月27日 |
| 第4話       | 第5話           | シルマー                     | 過激派トラック爆弾テロ | Sylmar          | 2010年10月20日 | 2011年11月3日  |
| 第5話       | 第6話           | パサデナ                     | 有名議員不倫ひき逃げ   | Pasadena        | 2010年11月3日  | 2011年11月10日 |
| 第6話       | 第7話           | ホンド油田                   | 油田セクハラ殺人       | Hondo Field     | 2010年11月10日 | 2011年11月17日 |
| 第7話       | 第8話           | バローナ川                   | 眠れる連続殺人鬼       | Ballona Creek   | 2010年11月17日 | 2011年11月24日 |
| 第8話       | 第3話           | プラヤヴィスタ               | 性依存症天才ゴルファー | Playa Vista     | 2010年12月1日  | 2011年10月20日 |
| 第9話       | 第14話          | ズマキャニオン               | VSメキシコ麻薬戦争     | Zuma Canyon     | 2011年4月11日  | 2012年1月5日   |
| 第10話      | 第15話          | シルバーレイク               | 極悪ボディーガード     | Silver Lake     | 2011年4月11日  | 2012年1月12日  |
| 第11話      | 第16話          | イーストパサデナ             | 汚職の街               | East Pasadena   | 2011年4月18日  | 2012年1月19日  |
| 第12話      | 第17話          | ベネディクトキャニオン       | セレブスタイリスト     | Benedict Canyon | 2011年4月25日  | 2012年1月26日  |
| 第13話      | 第18話          | リシーダ                     | 警察官爆破事件         | Reseda          | 2011年5月2日   | 2012年2月2日   |
| 第14話      | 第19話          | ラニヨンキャニオン           | 美人女子大生遺棄       | Runyon Canyon   | 2011年5月9日   | 2012年2月9日   |
| 第15話      | 第20話          | ヘイデントラクト             | ネットゲーム依存症     | Hayden Tract    | 2011年5月16日  | 2012年2月16日  |
| 第16話      | 第21話          | ビッグロックメサ             | ホームレス放火殺人     | Big Rock Mesa   | 2011年5月23日  | 2012年2月23日  |
| 第17話      | 第22話          | エンジェルスノール           | 美人教師とカジノ強盗   | Angel's Knoll   | 2011年5月25日  | 2012年3月1日   |
| 第18話      | 第11話          | プラマーパーク               | ロシア美人スパイ       | Plummer Park    | 2011年5月30日  | 2011年12月15日 |
| 第19話      | 第10話          | カーセイサークル             | 疑惑の教会殺人         | Carthay Circle  | 2011年6月6日   | 2011年12月8日  |
| 第20話      | 第12話          | エルセリーノ                 | ラテン系不動産射殺     | El Sereno       | 2011年6月20日  | 2011年12月22日 |
| 第21話      | 第13話          | ヴァンナイズ                 | ポルノ業界の掟         | Van Nuys        | 2011年6月27日  | 2011年12月29日 |
| 第22話      | 第9話           | ウエストウッド               | 名門撲殺死体遺棄       | Westwood        | 2011年7月11日  | 2011年12月1日  |